# 1341 en santé et médecine
| Années de la santé et de la médecine : 1338 - 1339 - 1340 - 1341 - 1342 - 1343 - 1344    |
| Décennies de la santé et de la médecine : 1310 - 1320 - 1330 - 1340 - 1350 - 1360 - 1370 |

Cet article présente les faits marquants de l'année 1341 en santé et médecine.

## Événements
- Jeanne d'Évreux, troisième femme et veuve du roi de France Charles le Bel, fait construire à Paris l'infirmerie du couvent des Cordeliers[1] et, rue d'Enfer, celle du monastère des Chartreux[2].
- Jean III, duc de Bretagne, fonde pour les trinitaires un hôpital à Sarzeau[3].
- Une maladrerie est mentionnée à Gruyères, dans le comté de Gruyère, au Sud de l'actuel canton de Fribourg, en Suisse[4].
- Première dissection à l'école de médecine de l'université de Padoue[5].
- À l'occasion d'un embaumement, Gentile da Foligno, professeur à l'université de Pérouse, extrait du cholédoque et décrit pour la première fois un calcul biliaire[6].
- « Cruscas, médecin, est pris en flagrant délit d’abus sexuel à l’encontre d’une femme pauvre et malade[7] ».

## Publications
- Traduction latine de l'Esquisse empirique (Ύποτύπωσις εμπειρική) de Galien, par le médecin helléniste italien Nicolas de Reggio, sous le titre de Subfiguratio emperica[8].
- Vers 1341 : Hua Shou (1304-1381), médecin chinois, publie le Shi Si Jing Fa Hui (« Description des quatorze méridiens[9] »).

## Décès
- Jean Blaise (né entre 1271 et 1281), chirurgien et médecin du roi Robert, frère d'Armengaud Blaise et neveu d'Arnaud de Villeneuve[10].